# 蒙古柽柳
蒙古柽柳（学名：Tamarix mongolica），为柽柳科柽柳属下的一个植物种。种名mongolica意为蒙古的。 